# Ilex kwangtungensis
Ilex kwangtungensis är en järneksväxtart som beskrevs av Elmer Drew Merrill. Ilex kwangtungensis ingår i släktet järnekar, och familjen järneksväxter. Inga underarter finns listade i Catalogue of Life.